# Een huis vol vreemden
Een huis vol vreemden is een hoorspel van Rosemary Timperley. De VARA zond het uit op zaterdag 11 december 1965. De vertaling was van Willy Wielek-Berg en de regisseur was Jan C. Hubert. Het hoorspel duurde 78 minuten.

## Rolbezetting
- Fé Sciarone (Frances Gerard)
- Jan Borkus (Paul Gerard)
- Trudy Libosan (Anne)
- Hans Karsenbarg (Robert)
- Hans Veerman (Alan Pierce)
- Nel Snel (mevrouw Jadwell)
- Joke Hagelen (Netta Marlow)
- Johan Wolder (meneer Marlow)
- Donald de Marcas (David Lee)

## Inhoud
Familiedrama over het Britse gezin Gerard, dat bestaat uit Paul Gerard, echtgenote Frances, dochter Anne en zoon Robert. Het gezin dreigt uiteen te vallen door de buitensporige belangstelling van Frances Gerard voor de problemen van buitenstaanders. De gezinsleden voelen zich van Frances vervreemd, vooral de dochter lijdt hieronder. Na onenigheid tussen beide echtelieden over Frances' bemoeienis met de werkloze Alan Pierce en het meisje Netta Marlow die van haar vader niet mag studeren, lijken Paul en Frances de draad van hun huwelijk en gezinsleven op te pakken. Dan verliest Frances zich opnieuw in de problemen van anderen, onder wie de van school weggelopen David Lee en de eigenaresse van een café, mevrouw Jadwell. Voor Paul Gerard en zijn dochter Anne is dan de maat vol…